# Camponotus flavomarginatus
Camponotus flavomarginatus é uma espécie de inseto do gênero Camponotus, pertencente à família Formicidae.